# Raumabanen
Raumabanen er en 114,2 km lang jernbanestrækning mellem Dombås (Innlandet fylke, Norge), som er en station på Dovrebanen, og Åndalsnes i Møre og Romsdal fylke. Banen er ikke elektrificeret. Dette er den eneste jernbane med stoppested i Møre og Romsdal. Til at begynde med var der 12 stationer og holdepladser langs linjen, i dag er der fem, hvoraf de tre er betjente.
I sommertiden køres det særlige turistture med damplokomotiv.

## Historie
I 1869 blev der nedsat en komité, som skulle se på mulighederne for at bygge jernbane til byerne i Møre og Romsdal. I 1908 vedtog Stortinget at anlægge en jernbane frem til Romsdalsfjorden. Arbejdet begyndte 12. januar 1912. I 1921 blev banen åbnet for trafik fra Dombås og frem til Bjorli, inden hele banen stod færdig den 30. november 1924.

## Langs linjen
Jernbanen passerer lige under den kendte fjeldformation Trollveggen og over den lidt mindre kendte Kylling Bro over elven Rauma. Jernbanebroen står som et ingeniørmæssigt mesterværk.

### Bjorli Station
På Bjorli station blev der bygget en stor jernbanerestaurant mellem 1925 og 1927 med plads til 700 spisegæster. Den var hovedsagelig beregnet på turister, som kom med turistskib til Åndalsnes, og som blev kørt videre til Bjorli med tog gennem den smukke Romsdal. På restauranten fik de serveret bl.a laks og jordbær, chokoladekage og fyrstekage. Restauranten blev ramt af en bombe under 2. verdenskrig (april 1940) og brændte ned og er aldrig genopført.